# Biokol

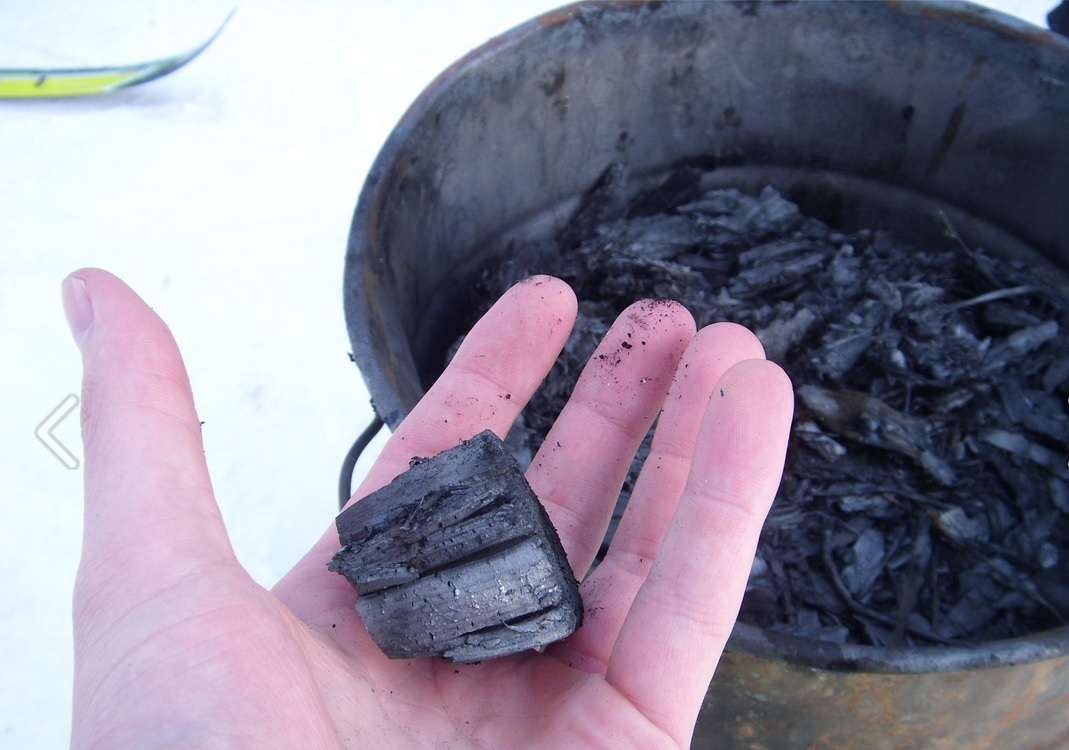
Ett stycke träkol som också är biokol.

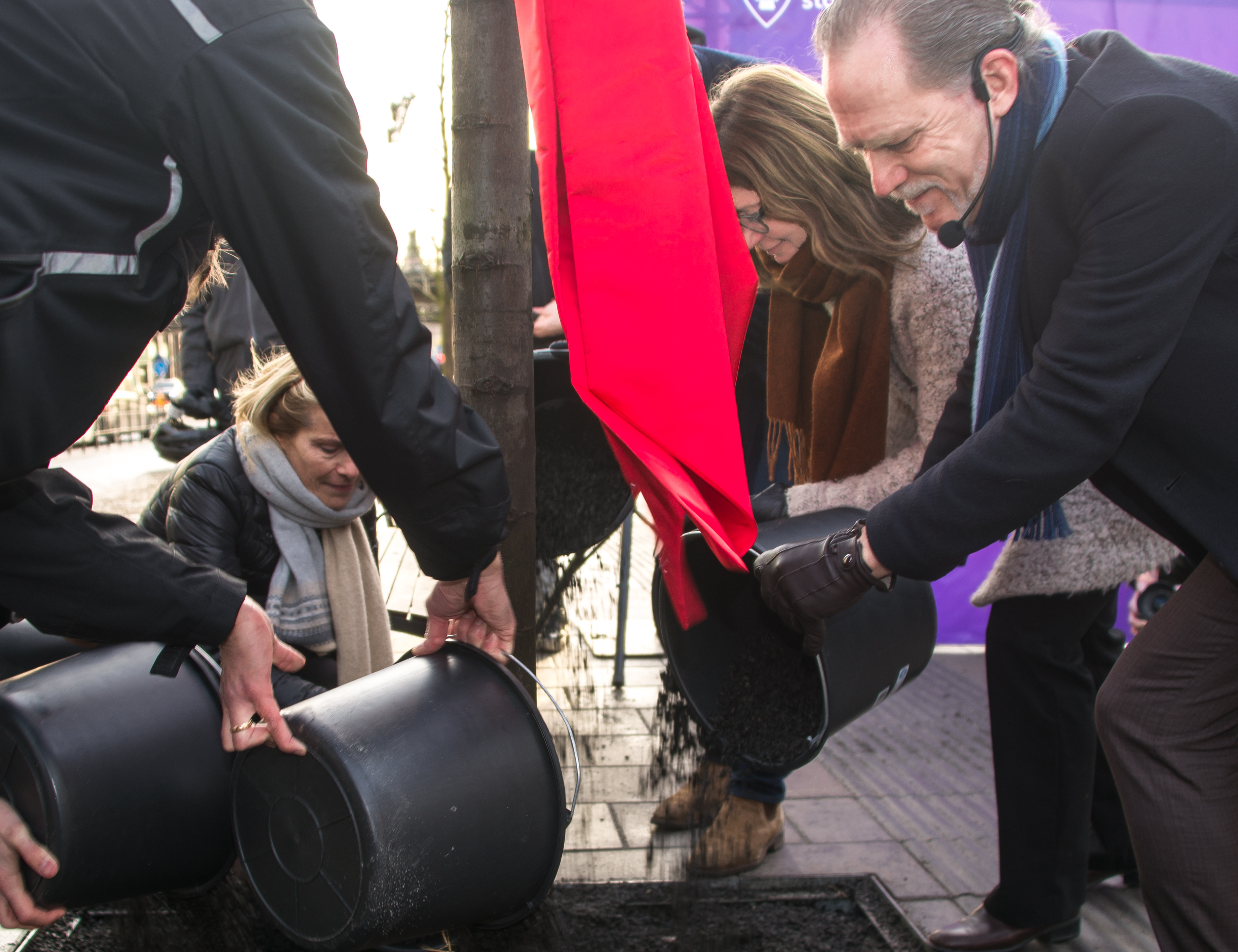
Stadsträdgårdsmästare Elisabeth Rosenquist Saidac, trafikdirektören Gunilla Glantz och trafikborgarrådet Daniel Helldén häller på biokol till silverlinden som är ett av 67 träd som ska planteras längs Vasagatan i Stockholm fram till 2022.

Biokol kallas produkter från biomassa, som torrefierats (förkolats, pyrolyserats) i olika grad. Genom olika grader av torrefiering kan man skapa biokolprodukter med olika halter av kol från biomassans relativt låga kolhalt upp mot höga kolhalter såsom i träkol. Härigenom kan biokolprodukterna anpassas efter förbrukarnas krav.
Ibland används termen biokol specifikt för material som används som markförbättring i växtbäddar och/eller som deponeras för lång tid för att därmed bidra med att ta bort koldioxid från atmosfären i syfte att mildra klimatförändringar till följd av global uppvärmning.

## Framställning
Biokol framställs  genom att organiskt material, exempelvis ved, trädgårdsrester eller matavfall, upphettas till typiskt mellan 300 och 800 °C i en ugn utan tillförsel av syre (eller luft). Härvid avges flyktiga ämnen såsom metan, vätgas, vattenånga, kolmonoxid, och kväveföreningar. Den fasta återstoden kallas för träkol, eller biokol om avsikten är användning som kombinerar långsiktig kolinlagring och användning som jordförbättringsmedel. Processen kallas pyrolys, och den begränsade syretillgången skiljer pyrolys från vanlig förbränning med fri syretillförsel. (Vid fullständig förbränning vid lufttillförsel övergår allt kol i biomaterialet till koldioxid och kvar som rest blir aska i huvudsak bestående av oorganiska substanser.)

## Användning
Träkol har flera användningsområden såsom värmekälla för att tina tjäle, grilla eller rena järn vid stålframställning. Under senare år har intresset ökat för att tillföra träkol och svartkol till odlingsjord, varvid det ofta kallas biokol. Biokol kan öka markens bördighet, särskilt vid varmt klimat och vid jordar med lågt pH-värde, öka jordbrukets produktivitet och ge skydd mot vissa blad- och jordburna sjukdomar. Biokol i jorden gör att det ofta växer bättre, tack vare stor porositet vilket ofta kan hålla mer vatten som växter och jordens mikroorganismer nyttjar. Markvattnet innehåller växtnäring och sidorna runt porerna  kan skydda vissa mikroorganismer från deras fiender. 
Genom att torrefieringen resulterar i förbättrad energitäthet i den förädlade produkten kan biokol komma att användas som ersättningsbränsle för kol i exempelvis kraftvärmeverk. 

### Kolsänka
Biokol har hög stabilitet, ofta med halveringstider på över tusen år. Biokol har därför även uppmärksammats som en möjlig kolsänka, vilket innebär att koldioxid i luften tas upp av växter genom fotosyntesen och via pyrolys omvandlas till biokol som deponeras i jorden för lång tid vilket sammantaget har potential att bidra med borttag av koldioxid ur atmosfären. Detta samtidigt som jordens bördighet potentiellt förbättras och läckage av växtnäring och därmed övergödning minskar.

### Användning i växtsubstrat och odling
Biokol har visat sig ha flera fördelaktiga egenskaper när det används i växtsubstrat och odling. Dess unika struktur och kemiska egenskaper kan förbättra jordens kvalitet och främja växternas tillväxt på flera sätt.

#### Fysikaliska egenskaper
Biokol kan förbättra substratets fysikaliska egenskaper genom att öka den vattenhållande förmågan, särskilt i sandiga jordar. Studier har visat att den vattenhållande förmågan i terra preta var 18% högre än i närliggande jordar där träkol var frånvarande eller i låga halter. I sandig jord ökade tillsats av biokol, kompost och kombinationen av dessa den volymetriska vattenhalten vid fältkapacitet med cirka en tredjedel jämfört med obehandlad och endast uppluckrad jord. I lerjord fanns dock inga skillnader i vattentillgänglighet mellan behandlingarna. Detta stöds av andra studier som visar att organiskt material har mindre inflytande på växttillgängligt vatten i finkornigare jordar jämfört med grovkorniga jordar.
Den höga porositeten hos biokol bidrar också till att förbättra jordens luftning och struktur. Behandlingar med organiskt material, inklusive biokol, minskade jordens skrymdensitet och ökade den mättade hydrauliska konduktiviteten jämfört med obehandlad jord.

#### Näringshållande förmåga och pH-reglering
Biokol har en hög katjonbyteskapacitet (CEC), vilket gör att den effektivt kan binda och långsamt frigöra näringsämnen i substratet. Tillgängliga bevis tyder på att den specifika CEC hos biokol konsekvent är högre än den hos hela jorden, lermineral eller organiskt material i jorden. Intressant nog verkar CEC hos biokol utvecklas över tid inom eller utanför jordmiljön, vilket tyder på antingen partiell oxidation av tillgängliga ytor genom biotiska och abiotiska processer.
Detta minskar urlakningen av näringsämnen och ökar därmed effektiviteten av gödselmedel. Biokol kan också hjälpa till att reglera jordens pH-värde, vilket är särskilt fördelaktigt i sura jordar.

#### Mikrobiellt liv
Biokol kan skapa en gynnsam miljö för mikroorganismer i jorden. Dess porösa struktur ger skydd för mikrober och kan öka den mikrobiella aktiviteten i jorden. Detta kan i sin tur leda till förbättrad näringstillgänglighet för växter och ökad jordkvalitet.
Det finns relativt omfattande litteratur som dokumenterar stimulering av inhemska arbuskulära mykorrhizasvampar genom biokol, och detta har kopplats till förbättrad tillväxt hos växter. Warnock et al. (2007) föreslog fyra mekanistiska förklaringar, varav kombinerade effekter på näringstillgänglighet, vattenlagring och CEC ansågs mest sannolika.

#### Doseringsrekommendationer
Mängden biokol som bör tillsättas varierar beroende på jordtyp och önskad effekt. Generellt rekommenderas doser på 0,5-2 volym-% för kulturer i kruka och upp till 10% för sanering av förorenade jordar. Det är viktigt att notera att överdosering kan ha negativa effekter på jordlivet och växttillväxten. Ute i praktiken så förekommer doseringar på allt från några få procent upp till över 10% och det är fortfarande oklart vad som är den bästa dosen för olika substrat.

#### Effekter på skördar
Studier har visat varierande effekter av biokol på skördar, från negativa till mer än fördubblad avkastning. Träbaserad biokol och biokol med högre näringsinnehåll (t.ex. från fjäderfä- och nötgödsel) tenderar att ge bättre resultat än andra källor.
I en fältstudie med Corymbia maculata-plantor fann Somerville et al. (2020) att träd som växte i jordar behandlade med organiskt material (kompost, biokol eller kombinationer) hade signifikant större stamdiameter i brösthöjd och kronvolym jämfört med obehandlad jord efter 30 månader. Intressant nog fanns det inga signifikanta skillnader mellan de olika typerna av organiska tillsatser, vilket tyder på att biokol kan vara lika effektivt som kompost för att främja trädtillväxt i urban miljö.

#### Begränsningar och framtidsperspektiv
Trots de många potentiella fördelarna med biokol i växtsubstrat och odling, är det viktigt att notera att effekterna kan variera beroende på jordtyp, klimat och odlingsmetoder. Somerville et al. (2020) fann till exempel att effekterna av biokol var mer uttalade i sandig jord än i lerjord. Mer forskning behövs för att fullt ut förstå de långsiktiga effekterna av biokol på jordekosystem och för att optimera dess användning i olika odlingssammanhang.

## Miljöaspekter
Biokol har potential att bidra till flera miljömål:
- Kolinlagring: Biokol är mer stabilt än det ursprungliga organiska materialet och kan lagra kol i marken under lång tid, från hundratals till tusentals år.[23]

- Växthusgaser: Biokol kan minska utsläppen av andra växthusgaser från marken, såsom metan och lustgas.[24]

- Näringsläckage: Biokol kan minska läckage av näringsämnen och därmed bidra till minskad övergödning.[25]

- Föroreningar: Biokol har potential att användas för sanering av förorenade jordar genom att binda tungmetaller och organiska föroreningar.[24]

### Utmaningar och begränsningar
Trots de potentiella fördelarna med biokol finns det utmaningar och begränsningar att ta hänsyn till:
- Variabilitet: Effekterna av biokol kan variera stort beroende på biokolens egenskaper, jordtyp och miljöförhållanden.[26]

- Långsiktiga effekter: Det behövs mer forskning om de långsiktiga effekterna av biokol på markens egenskaper och ekosystem.[26]

- Ekonomisk hållbarhet: Kostnaden för produktion och applicering av biokol kan vara en begränsande faktor för storskalig användning.[27]

- Standardisering: Det saknas standardiserade metoder för produktion och karakterisering av biokol, vilket försvårar jämförelser mellan olika studier.[26]